# Musikinstrumenten-Museum

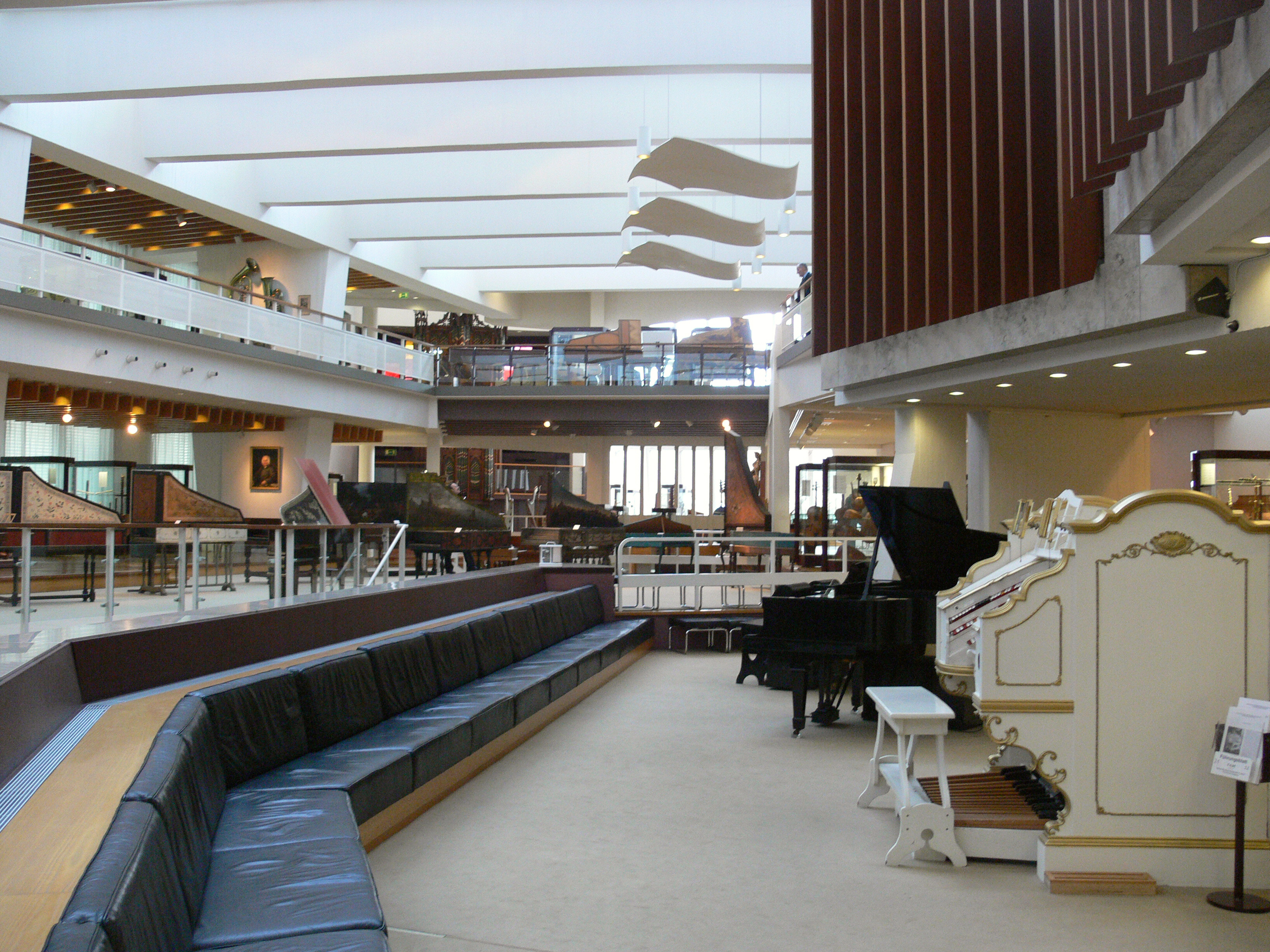
L'interno del museo

Il Musikinstrumenten-Museum è un museo di Berlino, dedicato alla raccolta di strumenti musicali.

L'edificio che ospita il museo è stato progettato da Edgar Wisniewski e Hans Scharoun, ed è stato realizzato fra il 1979 e il 1984.

## Collezione
Il museo raccoglie oltre 750 strumenti musicali, che fanno parte di una collezione iniziata nel 1888. La collezione è esposta in modo tale da seguire l'evoluzione dei vari strumenti musicali nel corso del tempo, a partire dal XVI secolo. Fra i vari strumenti esposti vi è il clavicembalo di Jean Marius, appartenuto a Federico il Grande, e i violini di Amati e Stradivari.